# Knätjärnarna (Vika socken, Dalarna, 671625-150744)
Knätjärnarna är en sjö i Falu kommun i Dalarna och ingår i Dalälvens huvudavrinningsområde.